# Shunsuke Ando
Shunsuke Ando (Tokio, 10 augustus 1990) is een Japans voetballer.

## Carrière
Shunsuke Ando tekende in 2009 bij Kawasaki Frontale.